# 亚罗米尔·亚格尔
亚罗米尔·亚格尔（捷克語：Jaromír Jágr，1972年2月15日—），捷克男子冰球运动员。他曾代表捷克国家队参加1998年、2002年、2006年、2010年和2014年冬季奥林匹克运动会冰球比赛，获得一枚金牌和一枚铜牌。